# Acarosporals
Els acarosporals (Acarosporales) són un ordre de fongs ascomicots liquenitzats (que formen líquens) de la classe dels lecanoromicets (Lecanoromycetes). Les anàlisis filogenètiques realitzades utilitzant les seqüències del gen que codifica la proteïna RPB2, així com els gens ribosòmics nuclears, fan que aquest ordre estigui inclòs dins de la subclasse Acarosporomycetidae.

## Taxonomia
Segons les darreres actualitzacions de la taxonomia dels fongs, l'ordre Acarosporales conté dues famílies:
- Família Acarosporaceae, amb 11 gèneres i 260 espècies
- Família Eigleraceae, amb 1 gènere i 2 espècies